# Massacre de Baga de 2013
Massacre de Baga começou em 16 de abril de 2013 no vilarejo de Baga, na Nigéria, no estado de Borno, quando cerca de 200 civis foram mortos, centenas ficaram feridos e mais de 2.000 residencias e prédios empresariais foram destruídos causando um prejuízo no valor de milhões de nairas.  Refugiados, funcionários civis e organizações de direitos humanos acusaram as Forças Armadas Nigerianas de realizar o massacre; algumas autoridades militares culparam o grupo insurgente Boko Haram.